# Hidroxilamina

La hidroxilamina u oxiamoníaco de fórmula (NH2OH), es un compuesto que procede de sustituir un átomo de Hidrógeno del amoníaco por un hidroxilo. No se encuentra libre en la naturaleza. Es un compuesto sólido, incoloro, inodoro, muy ávido del agua y se mezcla con ella en todas proporciones. Arde en el aire con llama de color amarillento. Cuando se calienta en estado anhidro (deshidratada), explota con gran violencia. Es de reacción básica, menos pronunciada que el amoníaco, aparte de ser un poderoso reductor.
Actúa como antídoto en las intoxicaciones por organofosforados utilizados como insecticidas o gases de guerra(como el gas Sarin o el Vx) permitiendo que el grupo fosfato salga del centro activo de la enzima y que esta se recupere para seguir degradando el exceso de acetilcolina.
- Datos: Q259997
- Multimedia: Hydroxylamine / Q259997